# San Lorenzo in Damaso
Bazilika svatého Vavřince in Damaso (Basilica Minore di San Lorenzo in Damaso), nebo jednoduše San Lorenzo in Damaso je farní a titulární kostel v centru Říma v Itálii, jeden z řady římských kostelů zasvěcených svatému Vavřinci, jáhnu a mučedníku. Kostel je stavebně začleněn do paláce Palazzo della Cancelleria, který má exteritorialitu Svatého stolce.

## Historie
Archeologické nálezy naznačují, že stejně u mnoha jiných starých kostelů v Římě zde mohl dříve sídlit pohanský chrám. První písemný doklad o kostele na tomto místě je záznamy synody papeže Symmacha roku 499, kde se zmiňuje Titulus Damasi. Podle tradice kostel roku 380 postavil papež Damasus I. ve vlastní rezidenci. Tento kostel je jedním z mnoha v Římě zasvěcených svatému Vavřinci, včetně starší a tehdy za hradbami ležící Baziliky San Lorenzo Fuori le Mura, kterou přestavěl stejný papež Damasus I. Původní baziliku San Lorenzo in Damaso nechal strhnout kardinál Raffaele Riario, synovec papeže Sixta IV., který objednal impozantní renesanční palác Palazzo della Cancelleria (1489-1513). Palác byl postaven z kamene blízkých římských budov včetně Kolosea a zahrnoval novou baziliku San Lorenzo in Damaso za svým pravým křídlem; vchod je umístěn v čísle 1 na náměstí Piazza della Cancelleria, na pravém křídle fasády paláce.
Architekt baziliky stejně jako paláce není znám. Návrh paláce byl připisován Francescu di Giorgio Martinimu a Bacciovi Pontellimu, zatímco Filippo Titi navrhl Donata Bramanteho a jiní autoři citovali Giuliana da Sangallo a Andreu Bregna. Titi také nezávisle připsal rekonstrukci baziliky Bramantemu. Poslední oprava byla nutná po požáru, který poškodil baziliku v roce 1944.
Nápisy v bazilice jsou cenné ilustrace historie římskokatolické církve a byly shromážděny a zveřejněny Vincenzem Forcellou.
Kardinál kněz titulu S. Laurentii in Damaso je Antonio Rouco Varela, emeritní arcibiskup Madridu.

## Interiér

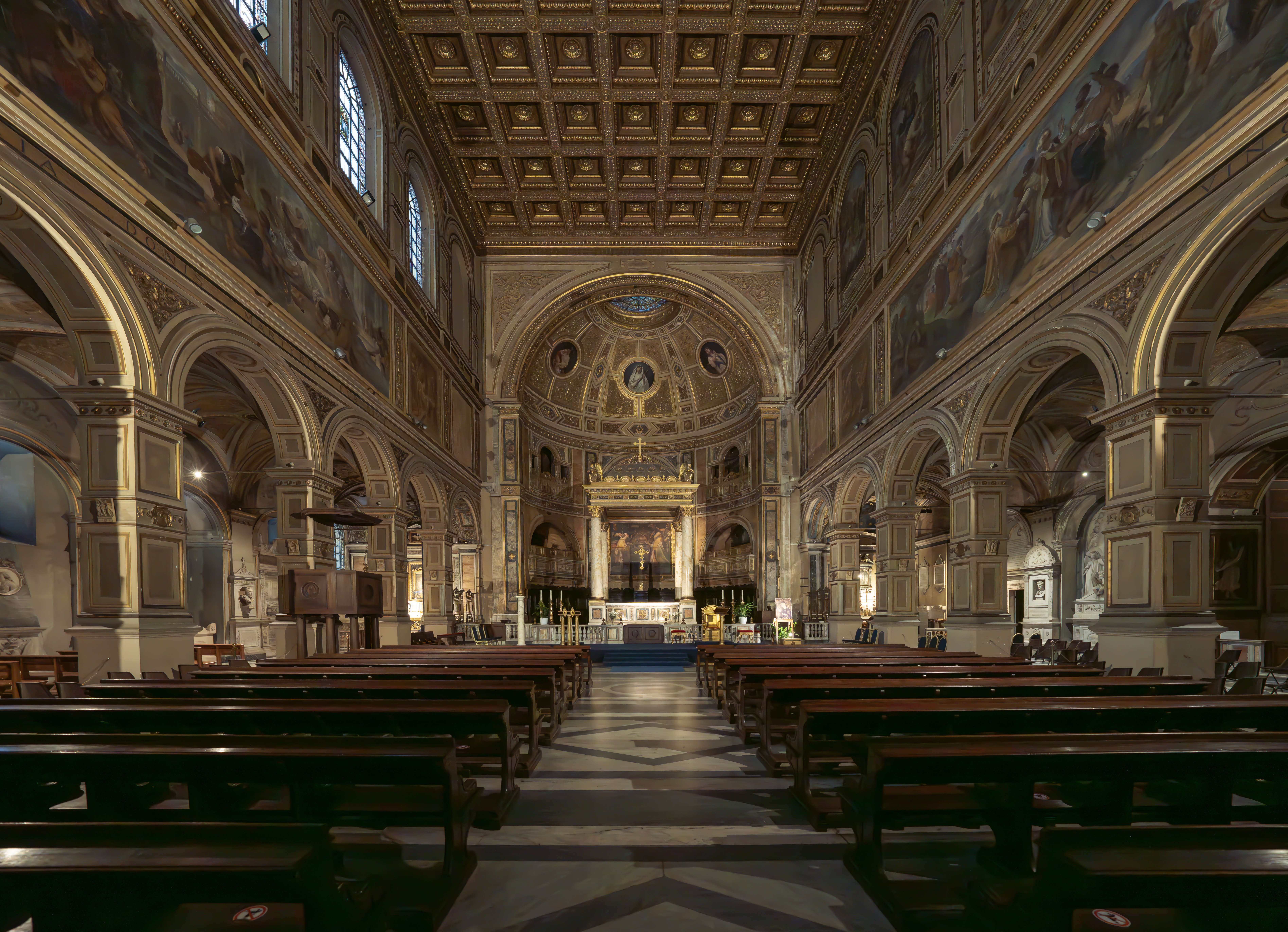
Interiér San Lorenza

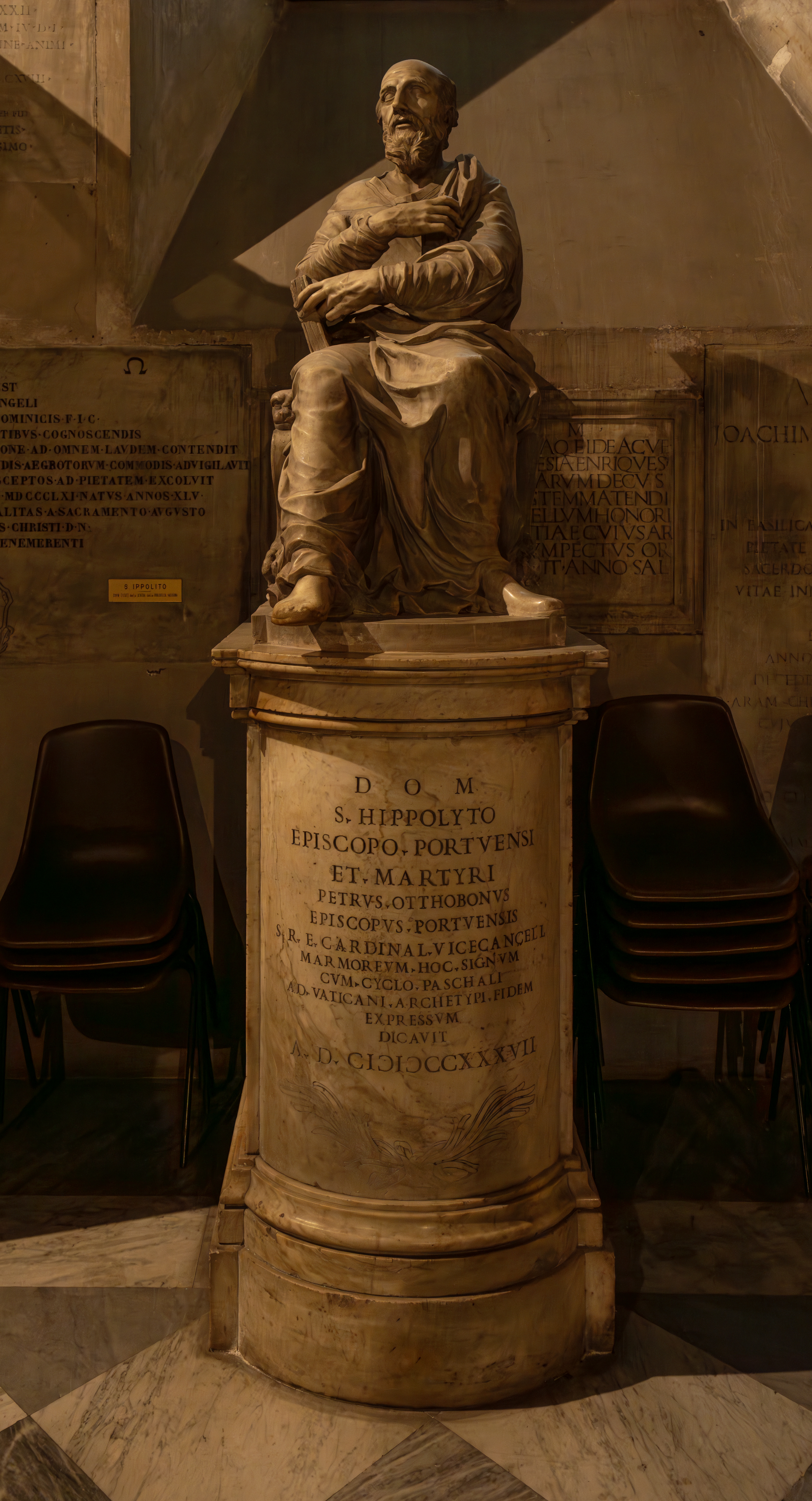
Sedící Hippolytus ve Vatikáně

Vnitřní výzdobu zahájil obyvatel paláce, kardinál Alessandro Farnese, na konci 16. století. Cavaliere d'Arpino vymaloval stěny na pravém vnitřním průčelí. Hlavní oltář nese obraz Světci a korunovace Panny Marie od Federica Zuccariho. Pod oltářem jsou ostatky sv. papežů Eutychiana a Damasa I. Vlevo od oltáře je kopie sochy svatého Hippolyta Římského; originál, restaurovaná antická socha, je nyní ve Vatikánské knihovně. Tradice má za to, že sv. Vavřinec podnítil obrácení svatého Hippolyta na katolickou víru. Kopii pro baziliku objednal kardinál Pietro Ottoboni. Vignola navrhl portál. Hned napravo od vchodu je náhrobek Alessandra Valtriniho, ministra papeže Urbana VIII., který Gian Lorenzo Bernini navrhl v roce 1639. Ve druhém vestibulu jsou sochy svatého Františka Xaverského a svatého Karla Boromejského od Stefana Maderna.

### Kaple
Napravo od vchodu je kaple, kterou navrhl Nicola Salvi a objednal kardinál Tommaso Ruffo v pozdním 18. století. Strop je pokryt freskou Oslavení sv. Mikuláše od Corrada Giaquinta a oltářní obraz Panna Maria se svatými Filipem Nerim a Mikulášem namaloval Sebastiano Conca. Vlevo od vchodu je Kaple Nejsvětější Svátosti, kterou objednal kardinál Ottoboni a fresku provedl Andrea Casali. Oltářní obraz je Poslední večeře od Vincenza Berrettiniho.

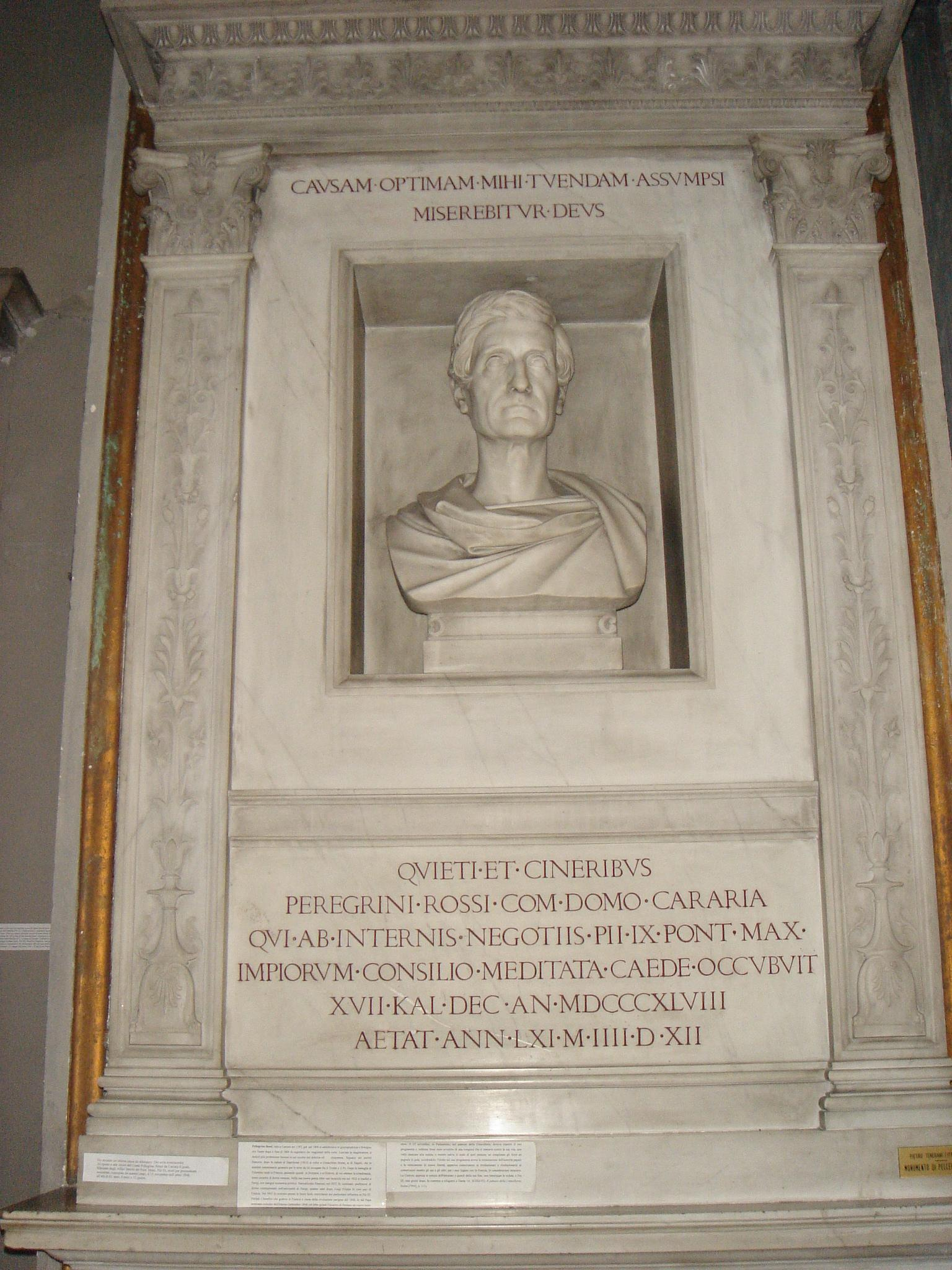
Náhrobek Pellegrina Rossiho vytvořil Pietro Tenerani

První kaple na pravé straně chrámové lodi obsahuje dva náhrobky z 19. století. Náhrobek knížete Camilla Massimiho vytvořil Filippo Gnaccarini, jeho manželky Pietro Tenerani.
Druhá kaple napravo obsahuje hrob Pellegrina Rossiho, posledního ministra Papežského státu pod papežem Piem IX., od Pietra Teneraniho. Rossiho vražda v sousedním paláci v roce 1848 byla jednou z událostí, které vedly k uzavření papežů ve Vatikáně a k anexi Papežského státu Itálií.
První kaple vlevo obsahuje hrobky a náhrobek kardinála Ludovica Trevisana, patriarchy Akvilejského, s ležící sochou od Paola Romana.
Druhá kaple vlevo obsahuje náhrobek Fra Annibala Cara (1566), jehož autorem je Giovanni Antonio Dosio.
Kapli u sakristie má oltářní obraz zobrazující Pannu Marii Radostnou. Autorem je Nicolò Circignani zvaný il Pomarancio. Dále zde jsou dvě stříbrné sochy od Cirra Ferriho, sv. Vavřinec a sv. Damasus.
Další kaple je zasvěcena Nejsvětějšímu Srdci Bolestného Ježíše a obsahuje portrét papeže Lva XIII. vyhlašujícího stanovy Bratrstva Nejsvětějšího Srdce Ježíšova, který v 19. století namaloval architekt kaple Vincenzo De Rossi Re. Založení tohoto bratrstva se v bazilice odehrálo v roce 1883.
Kapli Neposkvrněného početí provedl a freskami vyzdobil (1635-8) mladý Pietro da Cortona. Obsahuje mimo jiné náhrobek kardinálaa Trevisana (1505).